# Musée du patrimoine libanais
Le musée du patrimoine libanais est un musée situé dans la ville de Jounieh, au Liban. Ouvert en 2003, il contient des éléments issus de toutes les civilisations ayant occupé le pays, depuis les Phéniciens.